# Caladenia wanosa
Caladenia wanosa é uma espécie de orquídea da família Orchidaceae, endêmica do oeste da Austrália, onde cresce isolada em grupos pequenos, ou grandes colônias, em bosques, áreas reflorestadas, ou de vegetação arbustiva e afloramentos de granito, em áreas de solo bem drenado mas ocasionalmente nas areias ao redor de lagos salgados e planícies sazonalmente alagadiças, com flores de sépalas e pétalas externamente pubescentes, muito estreitas, longas e agudas, esparramadas, que vagamente lembram uma teia de aranha. A sépalas têm pequenas papilas clavadas. Seu labelo é cordado, largo, com calos eretos clavados. São plantas com uma única folha basal pubescente e uma inflorescência rija, fina e pubescente, com uma ou poucas flores, mas que em conjunto formam grupo vistoso e florífero.
O nome da espécie "wanosa", com seu sufixo de latinização "a", é :
| “ | um acrônimo inteligente. Listado como sendo das iniciais de (the) West Australian Native Orchid Study (& Conservation Group). A.B.Martin. "The Vocabulary of Orchids". | ” |

## Publicação e sinônimos
- Caladenia wanosa A.S.George, Nuytsia 5: 57 (1984).

Sinônimos homotípicos:
- Calonema wanosum (A.S.George) D.L.Jones & M.A.Clem., Orchadian 13: 403 (2001).
- Phlebochilus wanosus (A.S.George) Szlach., Polish Bot. J. 46: 15 (2001).
- Calonemorchis wanosa (A.S.George) D.L.Jones & M.A.Clem., Orchadian 14: 41 (2002).
- Jonesiopsis wanosa (A.S.George) D.L.Jones & M.A.Clem., Orchadian 14: 180 (2003).